# 미국의 증거법
|                                                       |
| 증거법                                                |
| 영미법 시리즈                                         |
| 증거의 종류                                           |
| 증언 · 물증                                           |
| 전자증거 · 무죄입증 증거                              |
| 과학적 증거 · 물적 증거                               |
| 목격자지목 · DNA증거                                  |
| 거짓말                                                |
| 관련성                                                |
| 입증책임 · 증거기초                                   |
| 공공복리예외 · 오염 · 성격증거                        |
| 습관증거 · 유사사실                                   |
| 진위확인                                              |
| 관리 연속성 · 주지의 사실                             |
| 최량증거원칙 · 자기확증문서 · 오래된 문서             |
| 증인                                                  |
| 증인적격 · 증언거부특권                               |
| 직접신문 · 교호신문 · 재직접신문                      |
| 탄핵증거                                              |
| 기록된 기억 · 전문가증언                              |
| 사망자 규정                                           |
| 전문증거와 예외                                       |
| 영국법 · 미국법                                       |
| 자백 · 업무상 기록                                    |
| 흥분 상태의 언급 · 임종시의 진술                      |
| 일방 당사자의 자인 · 오래된 문서                      |
| 이익에 반하는 진술 · 현장성 감각 인상 · 부대상황 사실 |
| 권위학술서 · 비언어적 행동                            |
| 미국법의 다른 영역                                    |
| 계약법 · 불법행위법                                   |
| 재산법 과 미국의 유언신탁법                           |
| 형법 · 증거법                                         |

미국의 증거법(US Law of Evidence)은 미국의 소송과정에서 증거를 채택하는 방법을 규율하는 법이다. 증거법은 어떠한 증거를 사실 확정의 자료로 사용할 것인가 하는 문제에 대한 규율 체계이다. 미국의 증거법은 대륙법계의 증거법과 많은 차이가 있어서 대륙법계 형사소송체계의 기반을 가진 한국 형사소송법에 익숙한 사람들이 미국의 증거법을 대하면 생소한 점이 많아 이해하기 어렵다.
미국 증거법은 아주 구체적이고 완벽에 가까운데 이는 일반인이 사건을 공정하게 파악하도록 발전 진화한 결과이다.

## 한국의 논란
최근들어 증거법 규정과 관련하여 입법적 논의뿐만 아니라 법해석상의 논의에서도 많은 혼란이 있었는데 대륙법계 형사소송법 체계의 한국이 소송 진행 절차나 증거규정의 일부에 영미법계의 형사소송체제에서 발전된 이론이나 제도가 도입되어 실무가들이 익숙한 대륙법계 체제와 충돌하기 때문이다. 이로 인해 법조문의 해석에서도 다른 법조문과의 충돌때문에 해석상 일관성을 유지하거나 시스템의 조화를 이루는 이해에 많은 어려움을 겪고 있다. 특히 대륙법계에서는 인정하지 않는 영미법계 증거법상의 전문법칙이 도입된 이후 전문증거의 증거능력을 둘러싼 해석상의 혼란이 큰 실정이다.

## 한국 증거법과 비교
1. 민형사공통- 한국은 민사소송법상 증거법과 형사소송법상 증거법이 별도로 규정되어 있는 반면 미국의 증거법은 민사 형사소송에 공통적으로 적용되며 특별히 형사소송에만 적용되어야 할 경우에는 특칙규정을 두고 있다.
2. 배심재판 및 당사자주의- 미국은 배심재판이 사실판단자 역할을 하며 조사권을 가지지 않고 오로지 제출된 증거를 기초로 하여 객관적으로 판단을 하며 증거의 제출은 소추자와 피소추자에게 있다. 이런 당사자주의적 소송구조에서는 증거가 당해 사건의 해결에 도움이 되는지를 미리 판단하여 배심원에게 보낼 필요가 있다. 배심원은 일반시민으로 부정적 편견에 따라 잘못된 판단을 할 여지가 직업법관에 비해 높다.
3. 자유심증주의- 직업법관이 소송지휘와 사실판단을 하는 대륙법계에서는 증거의 증명력 평가는 전문법관이 적정하게 할 수 있다고 본다. 따라서 미국과 같이 어떤 증거는 허용되고 허용되지 않을지 판단할 필요가 적다. 독일의 경우 전문법칙이 없다.

## 증거능력

### 사후 개선 조치
일반적으로 사고 후 개선 조치 등은 증거능력이 없으나 소유나 통제를 입증하기 위한 자료, 주의를 하는 것이 매우 곤란하다는 주장, 혹은 타방이 증거를 훼손하였다는 주장을 뒷받침하는 증거로 사용이 가능하다. 예를 들어 행인이 떨어진 나무가지에 맞아 다친 경우, 나무주인이 사고후 나무를 베었다면, 행인이 손해배상청구소송에서 나무주인의 사후개선조치인 나무를 베는 행위를 나무주인의 과실을 입증하는 증거로 사용할 수 없다. 단 나무주인이 누구인지를 증명하는 자료로 사용하는 것은 가능하다. 연방법의 경우 엄격책임이론에 따른 제조물책임 소송에서 디자인의 하자를 입증하는 자료로 사후 개선 조치사용이 불가하다. 캘리포니아 주법의 경우 제조물책임 소송에서 사용이 불가능하다.

### 책임보험가입여부
일반적으로 증거능력이 없으나 소유나 통제를 입증하기 위한 자료, 탄핵, 혹은 자백을 입증하기 위한 증거로 사용이 가능하다.

### 치료비 제공여부
치료비 제공여부는 사고에 대한 책임소재를 입증하기 위한 증거능력이 없으나 자백을 입증하는 자료로 사용이 가능하다. (캘리포니아 주의 경우 이 예외가 없다.)

### 합의제안
연방증거법에서는 다툼이 있는 청구에 대해서만 증거능력이 없다. (캘리포니아 주의 경우 조정에 대해서도 증거능력이 없다.)

### 유죄인정
일반적으로 증거능력이 없다. (캘리포니아 주의 경우 형사사건에 한하여 Prop 8이 허용할 수 있다.)

### 동정의 표시
연방법의 경우 상황에 따라 판단한다. (캘리포니아 주의 경우 사고의 피해자의 사망이나 상해와 관련 잘못을 시인하는 경우 증거능력이 있다)

## 증인신문
증인의 경우 개인적인 지식이 필요하다.

### 이의제기
1. Form 질문의 형태
2. Beyond the scope  범위를 벗어났다
3. Lacks foundation  근거부족 (근거 결여)
4. Vague and ambiguous 애매모호
5. Asked & answered  질문되고 답된 바 있다
6. Calls for legal conclusion  법적인 결론을 요구한다
7. Calls for a narrative  장황한 설명을 요구한다
8. 유도신문(Leading)
9. Badgering  증인을 핍박한다
10. 증언 내용을 왜곡(Mischaracterizes the witness's testimony)
11. Facts not in evidence 미입증 사실을 사용한다
12. Compound 복합적이다
13. Too broad 광범위하다
14. Argumentative 논쟁적이다
15. Privilege 특권
16. 질문에 대한 대답을 하지 않는다(non-responsive)

## 현재의 기억을 새롭게 하는 것
증인의 기억을 환기하기 위해 물건을 보여준 후 증인이 기억으로부터 증언하는 것은 가능하다.

## 보통인 증언
연방증거법에 따르면 비과학이나 비전문 진술만이 가능하다.

## 전문가 증언
사실판단자를 돕는 경우이며 전문가가 적법한 전문성을 갖춘 경우에 가능하다. 의견이 충분한 사실에 기반하여야 한다.

## 참고 문헌
- 권 순 철 , 미국 증거법상 증거능력 체계- 연방증거법(Federal Rules of Evidence)을 중심으로-[깨진 링크(과거 내용 찾기)]
- 미국소송- 이의제기 데포지션

## 같이 보기
- 증거법